# كلية الطب (جامعة البصرة)
كلية طب البصرة هي إحدى الكليات الطبية في العراق وإحدى كليات جامعة البصرة. وتعتبر إحدى أكبر كليات الطب في الوطن العربي.

## تأسيس الكلية
تأسست كلية الطب بـجامعة البصرة في عام 1967 (1387 هـ). بدأت الدراسات الأولية فيها السنة الدراسية 1967-1968 بقبول 65 طالباً وتخرج منهم عام 1973 فقط 34 طبيبا وطبيبة. ومنذ ذلك الوقت الكلية بخطوات ناجحة في عملها قالب:بيانات بلد العلمي والتعليمي والوطني. وللكلية ممارسات تعاونية أسهمت في تنمية وتقدم الممارسة الطبية والتعليم الطبي والبحث العلمي. وفي الكلية أحد عشر فرعا «علميا»؛ تسهم في تحقيق أهداف الكلية، وتسند هذه الفروع شبكة من المختبرات والوحدات. وتخرج من الكلية حتى عام 2015 مايزيد على خمسة آلاف طبيب وطبيبة وكانت تقبل في السنوات الأولى من عمرها أعدادا كبيرة من الطلبة العرب والأجانب وعلى وجه الخصوص من دول الخليج العربي. وفي العام الدراسي 1980-1981 انتقلت الكلية من المبنى الذي تأسست فيه (1967-1980) وهو مبنى الأمراض الصدرية بعد تطويره ويقع قرب مستشفى البصرة الجمهوري بالبصرة القديمة إلى المبنى الجديد في المستشفى التعليمي الواقع في البراضعية بالعشار وفي عام 2013 انتقلت الكلية إلى مبناها الأحدث الذي بني بالقرب من المستشفى التعليمي وهو مبنى مخصص بني خصيصا للكلية ووفق أحتياجاتها وكانت شركة بريطانية YMC قد قامت بتصميم المبنى وجرت بداية الثمانينات مناقشة مستفيضة بين الكلية (لجنة برئاسة الاستاذ الدكتور مصطفى النعمة العميد السابق) والشركة ولكن منعت ظروف الحرب العراقية الإيرانية إنشاء المشروع وأجل لسنوات طويلة.

## أقسام الكلية
وفي الكلية أحد عشر فرعا «علميا»؛ تسهم في تحقيق اهداف الكلية، وتسند هذه الفروع شبكة من المختبرات والوحدات. وهي:
- فرع التشريح
- فرع الكيمياء الحياتية
- فرع الفسلجة
- فرع الأحياء المجهرية
- فرع الأمراض والطب العدلي
- فرع الأدوية
- فرع طب المجتمع
- فرع الطب
- فرع الجراحة
- فرع الأطفال
- فرع النسائية والتوليد

## الوحدات البحثية
- وحدة الاعتلال الهيموغلويني
- أبحاث السرطان
- وحدة الوراثة الجينية
- مركز الإخصاب وأطفال الانابيب
- مختبر المهارات السريرية

## رؤية الكلية
إن كلية الطب بجامعة البصرة تنشد التفوق في المواضيع الطبية بعامة وفي تلك التي تتعلق بالمشكلات الصحية في جنوب العراق بخاصة. وهذا يمكن الوصول إليه بالريادة الوطنية والإقليمية والدولية في التعليم الطبي الحياتي وفي الفعاليات البحثية في مواضيع مثل جراحة العمود الفقري والاعتلالات الهيموغلوبينية والسرطان والتلوث البيئي وحصاة الكلى والأمراض الانتقالية وعناوين أخرى ذات علاقة.

## أهداف الكلية
- توفير برامج تدريبية لكل من طلبة الطب، الدراسات الطبية العليا وكذلك طلبة العلوم الطبية
- إجراء بحوث جديدة في علاج وتشخيص الأمراض. كذلك تنفيذ خطوط بحثية جديدة في مجالات الكيمياء الحياتية، الأدوية والفسلجة
- تقديم رعاية صحية عالية للمواطنين في محافظة البصرة والمحافظات الجنوبية الأخرى ويشمل ذلك الخدمات التشخيصية والعلاجية إضافة إلى الصحة الوقائية.

بدأت الدراسات العليا في كلية الطب منذ عام 1984 بدراسة الماجستير في الأحياء المجهرية وتمنح الكلية حالياً شهادة الدبلوم العالي في الجراحة العامة وجراحة العظام والكسور والنسائية والتوليد وطب الأطفال والتخدير وطب المجتمع كما تمنح الكلية شهادة الماجستير في التشريح والأحياء المجهرية والكيمياء الحياتية السريرية وعلم الأدوية السريرية وطب المجتمع.وقد تم البدء بدراسة الدكتوراه في الأحياء المجهرية وطب المجتمع. بالإضافة إلى ذلك فأن تدريسيوا الكلية يشاركون في الأشراف على تدريب طلبة الدراسات العليا في الاختصاصات المهنية للحصول على شهادتي المجلس العراقي والمجلس العربي للاختصاصات الطبية. هذا ويشارك التدريسيون في الفروع السريرية في تقديم الخدمات الصحية للمواطنين والمشاركة في الحملات الصحية للمناطق النائية،

## رسالة الكلية
تسعى كلية الطب بجامعة البصرة إلى:
1. تهيئة الخريجين لممارسة طبية متميزة تهتم بمشكلات البصرة الصحية بخاصة والعراق بعامة مع التأكيد على ربط المعرفة والممارسة الطبية مع مصلحة المجتمع.
2. التميز في برامج التعليم الطبي في الدراسات الأولية والعليا والتعليم المستمر بما يحقق تدريب الأطباء والأساتذة والباحثين، والتهيئة لإدامة بيئة علمية تؤكد على أحدث المعارف في العلوم الصحية
وتؤدي بالضرورة إلى التفوق في التعليم والرعاية الصحية والبحوث الطبية الحيوية.
3. تحفيز السعي للتعلم الذاتي طويل الأمد وترسيخ القيم الإنسانية والأخلاقية التي تميز العمل في مجال العلوم الصحية.
4. تجنيد وتطوير والإبقاء على هيئة تدريسية بمواصفات عالية لتصبح الأفضل في مجال التعليم والبحوث.
5. الالتزام بتنمية وتطوير برنامج بحثي في العلوم الصحية يهدف إلى اغناء المعرفة العلمية الأساسية في مجالات الوقاية من وتشخيص ومعالجة الأمراض البشرية.

## عمداء الكلية
1. الدكتور أحمد مصطفى السلمان (1968-1971)
2. الدكتور مصطفى رجب النعمة (1971-1979)
3. الدكتور طلال سليم الجلبي (1979-1984)
4. الدكتور خليل عبود مكي (1985-1993)
5. الدكتور عالم عبد الحميد يعقوب (1993-2001)
6. الدكتور عماد عودة السعدون (2001-2003)
7. الدكتور ثامر أحمد حمدان (2003-2013)
8. الدكتور أحمد محمد مهودر العباسي (2013-2019)
9. خليل إسماعيل محمد حمدي الحمدي (2019-2020)
10. الدكتور محمد صالح المسافر (2020 - حتى الآن)